# Vlag van Osijek-Baranja

Vlag van Osijek-Baranja (ratio 1:2)

De vlag van Osijek-Baranja bestaat uit vijf horizontale banen van wit en blauw in de verhouding 4:5:2:5:4. In het midden staat het provinciewapen. De blauwe banen staan voor de rivieren de Drau en de Donau, in Kroatisch respectievelijk de Drava en de Dunav. De vlag is aangenomen in 15 april 1994.
Het wapen is in drieën verdeeld door twee zilvergrijze strepen, de rivieren de Drau en de Donau. Het schildhoofd is rood met een geel kruis voor de stad Đakovo, bisschopszetel voor Bosnië en later voor Đakovo-Srijem; een gele zespuntige ster uit het wapen van Slavonië; en een geel anker uit het historische wapen van het graafschap Virovitica.
Het middenstuk is blauw met een zilvergrijze brug uit het wapen van de stad Osijek en een dito toren uit het wapen van het Hongaarse comitaat Baranya.
De brug staat voor communicatie en integratie en de toren als verdediging tegen aanvallen van de Ottomanen. De schildvoet is rood met een gele rennende marter uit het wapen van Slavonië.